# Sepsis kiribatensis
Sepsis kiribatensis är en tvåvingeart som beskrevs av Vanschuytbroeck 1963. Sepsis kiribatensis ingår i släktet Sepsis och familjen svängflugor. Inga underarter finns listade i Catalogue of Life.